# Norbert Mayer (Journalist)
Norbert Mayer (* 5. Februar 1958 in Fürstenfeld, Steiermark) ist ein österreichischer Journalist.
Mayer studierte in Graz, London und New York Literatur und Sprachen und lehrte Englisch und Deutsch. Danach arbeitete er als Journalist in Graz, Brüssel, Berlin und Wien, unter anderem bei »Der Standard«, »Berliner Zeitung« und »Kurier«. Seit 2003 ist er Leitender Redakteur im Feuilleton der Tageszeitung Die Presse. 
Er ist mit der Musikwissenschaftlerin Anita Mayer-Hirzberger verheiratet, mit der er drei Kinder hat.
Im Rahmen der Verleihung der Journalisten des Jahres des Branchenmagazins Der Österreichische Journalist wurde er 2013, 2014, 2016 und 2017 in der Kategorie Kultur ausgezeichnet.
2016 erhielt er den Bank-Austria-Kunstpreis für Kulturjournalismus.

## Publikationen
- mit Elisabeth Orth: Aus euch wird nie was: Erinnerungen. Amalthea, Wien 2015, ISBN 978-3-85002-911-7.
- mit Peter Matić: Ich sag's halt: Erinnerungen, Amalthea Signum-Verlag, Wien 2016, ISBN 978-3-99050-051-4
- Rainer Nowak, Norbert Mayer (Hrsg.): Die Presse – zur Schräglage der Nation. Österreich in 20 Feuilletons. Molden, Wien / Graz / Klagenfurt 2017, ISBN 978-3-222-15000-5.